# Exército de Libertação da Coreia
O Exército de Libertação Coreano (hangul: 한국 광복군; hanja: 韓國 光復軍), também conhecido como Exército de Restauração Coreano, foram as forças armadas do Governo Provisório da República da Coreia. Foi estabelecido em 17 de setembro de 1940, em Chongqing, República da China, com significativo apoio financeiro e de pessoal do Kuomintang. Participou de diversas batalhas e atividades de inteligência contra os japoneses, inclusive ao lado do Exército Britânico na Índia e com os Estados Unidos no Projeto Eagle. O grupo atingiu apenas várias centenas de funcionários no seu auge e enfrentou constantes problemas de financiamento, lutas internas e dificuldade em obter o reconhecimento das potências globais. As modernas Forças Armadas da República da Coreia são amplamente consideradas as sucessoras do Exército de Libertação da Coreia. 
Seu comandante era o general Ji Cheong-cheon e o chefe do Estado-Maior, o general Lee Beom-seok, futuro primeiro primeiro-ministro da Coreia do Sul.

## Contexto
Desde o Tratado de Anexação Japão-Coreia, a Península Coreana foi formalmente anexada pelo Império do Japão. Após a repressão brutal pelas autoridades japonesas do Movimento 1º de Março de 1919, pró-independência, milhares de coreanos fugiram da península. Vários coreanos proeminentes reuniram-se em Xangai, República da China, onde fundaram um governo no exílio: o Governo Provisório Coreano (KPG). No entanto, não foi a única organização de independência coreana; muitos outros se formaram, muitas vezes diferindo em ideologia e localização. 
O KPG passou a conduzir várias atividades antijaponesas, incluindo uma tentativa quase bem-sucedida de assassinato do Imperador do Japão, Hirohito. Depois que Yoon Bong-Gil, membro do KPG, detonou uma bomba no Parque Hongkou, em Xangai, que matou vários militares japoneses e funcionários do governo colonial, o KPG foi perseguido em toda a China pelo governo japonês. A maioria deles acabou em Nanjing, onde o Kuomintang lhes ofereceu apoio financeiro e proteção contra os japoneses. 

### Precursor do Exército de Libertação da Coreia
Na verdade, o KPG queria criar um exército desde 1919. Eles fizeram vários esforços para se coordenar com os vários grupos de guerrilha coreanos na Manchúria, mas não tinham fundos e mão de obra para fazê-lo. 
Em julho de 1932, Kim Gu solicitou um encontro com Chiang Kai-shek, líder do Kuomintang. Um dos principais pedidos de Kim na reunião foi assistência e financiamento para o estabelecimento de uma escola de treinamento de cavalaria para os numerosos coreanos na Manchúria. Chiang concordou em se encontrar com Kim, mas estava cético quanto à viabilidade da escola de cavalaria.   Eles finalmente se conheceram em maio de 1933, e Chiang concedeu permissão para Kim treinar combatentes da resistência na filial de Luoyang da Academia Militar da República da China. 
Assim, Kim treinou 92 alunos na 17ª Classe de Treinamento de Oficiais do Exército do 4º Batalhão (hangul: 제2총대 제4대대 육군군관훈련반 제17대), por volta de 30 km ao norte de Luoyang.   A turma de Kim foi nomeada e apresentada como se fosse mais uma turma totalmente chinesa (as 16 turmas anteriores formaram apenas alunos chineses), a fim de evitar a detecção pelos japoneses. O treinamento cobriu temas como tática, armas, política, comunicação, educação física, equitação e tiro.  Eles treinaram com grande urgência, pois prevalecia a sensação de que um segundo conflito sino-japonês e/ou guerra mundial iria eclodir dentro de um a dois anos. 
Ele fez questão especial de recrutar as forças armadas (hangul: 한국독립군; hanja: 韓國獨立軍; lit. Exército de Libertação da Coreia) do Partido da Independência da Coreia de 1930 (diferente do partido de Kim). Esses combatentes aliaram-se às forças chinesas durante a invasão japonesa da Manchúria. Também estiveram presentes 20 alunos da Escola Revolucionária de Oficiais Militares e Políticos de Joseon (hangul: 조선혁명군사정치간부학교; hanja: 朝鮮革命軍事政治幹部學校) em Nanquim.
Em 9 de abril de 1935, a escola parou depois de funcionar apenas por cerca de um ano.   Dos 92 alunos originais, 62 se formaram. A escola foi fechada por vários motivos, incluindo conflitos internos entre membros de esquerda e direita e negociações de 21 de janeiro de 1935 entre o Kuomintang e os governos japoneses. A maioria dos lutadores treinados aqui eventualmente se juntaram ao KLA.

### Segunda Guerra Sino-Japonesa
No início de julho de 1937, o conflito previsto entre chineses e japoneses finalmente começou. O KPG elaborou um plano para formar rapidamente um exército para se juntar aos chineses na luta contra os japoneses, mas abandonou-o poucos meses depois, ao fugirem pelo país ao lado do Kuomintang. Eles acabaram em Chongqing por volta de 1939. 

## História

### Estabelecimento
Em 11 de novembro de 1939, o KPG anunciou um plano, criado por Jo So-ang, para criar um exército. Tal como a sua proposta falhada em 1938, era extremamente ambiciosa, apelando a 110.000 membros do partido, 1.200 oficiais, 100.000 soldados e 350.000 guerrilheiros formados após quatro anos, totalizando 541.200 efetivos em seis países. Tinha um preço astronômico de 70,18 milhões de yuans. Em contraste, o orçamento total do KPG em 1939 foi de 29.123 yuans. Son Sae-il, jornalista, historiador coreano e ex-político, descreveu o plano como "totalmente afastado da realidade" e chamou Jo e o Conselho de Estado que aprovou o plano de "utópicos sem esperança".  Depois que Kim assumiu as rédeas da criação do exército, ele adotou uma abordagem mais realista.
Em 11 de abril de 1940, Chiang aprovou a proposta de Kim para a criação de um exército KPG, embora com financiamento concedido apenas dependendo das necessidades imediatas. No entanto, surgiu um desacordo entre o Kuomintang e Kim, pois Chiang queria que o exército fosse subordinado ao exército do Kuomintang e Kim queria maior independência para estabelecer a credibilidade e legitimidade do exército. O Kuomintang desistiu do acordo, recusando-se a fornecer financiamento. Kim avançou de qualquer maneira com a criação do exército. 

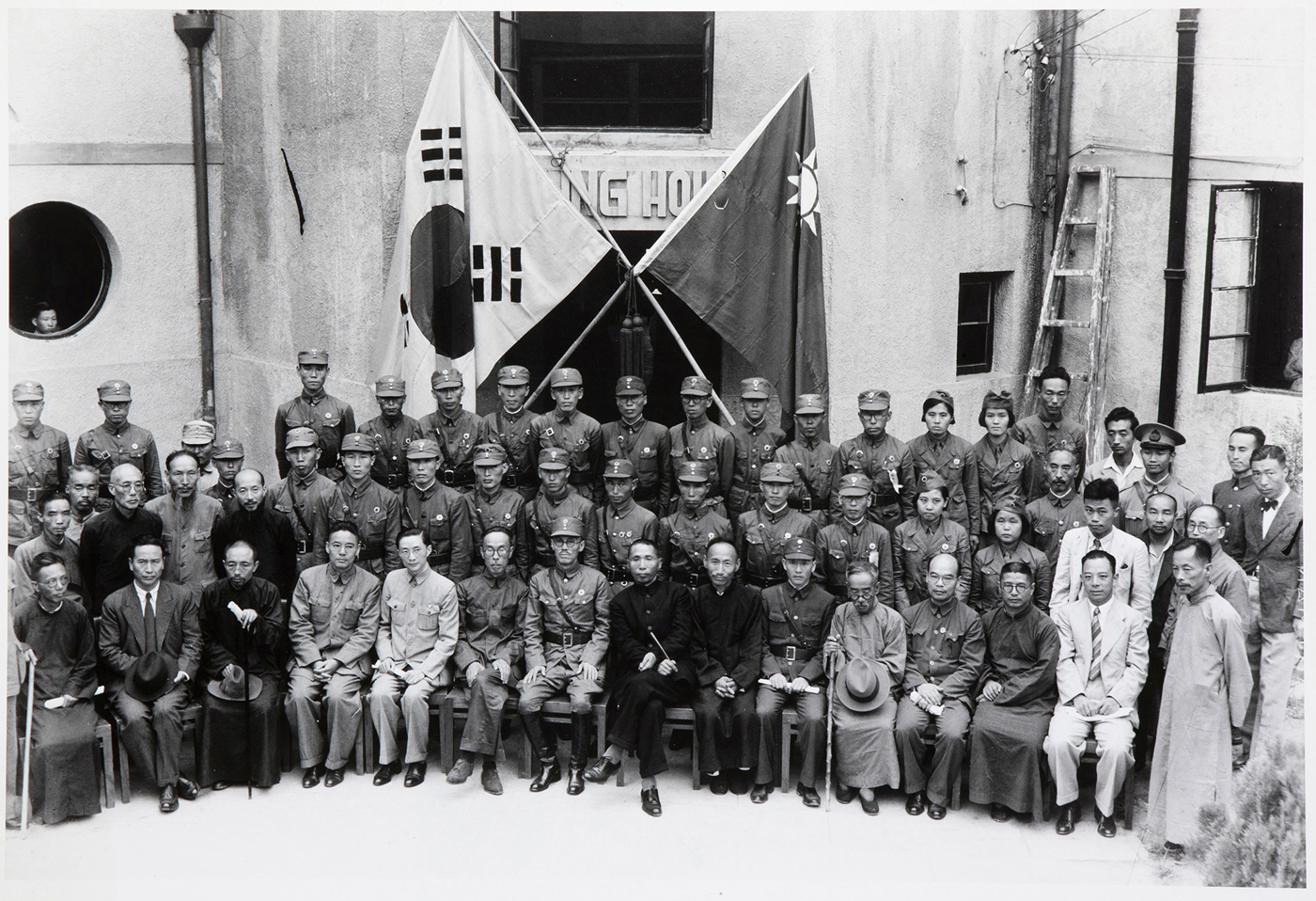
A inauguração do Exército de Libertação da Coreia (17 de setembro de 1940)

Em 17 de setembro de 1940, foi anunciado o estabelecimento formal do Exército de Libertação da Coreia (KLA).  O general Ji Cheong-cheon seria seu comandante. Eles realizaram uma grande cerimônia no então luxuoso Jialing Hotel, a fim de estabelecer a credibilidade e reputação do exército. Foi realizado no início da manhã, às 6h, para evitar ataques aéreos japoneses. Mais de 200 pessoas estiveram presentes, incluindo embaixadores estrangeiros e funcionários do Kuomintang. 
O KLA tornou-se um ponto de encontro para a comunidade coreano-americana e as doações chegaram em maior volume. O jornal Sinhan Minbo, com sede em São Francisco, fazia reportagens regulares e proeminentes sobre as atividades do KLA.  Muitos no KLA estavam firmemente convencidos de que cerca de 30 milhões de coreanos na península acabariam por se levantar contra os japoneses e apoiariam a causa do KLA. 
Em 12 de Novembro, o ELK anunciou a sua intenção de passar da guerra de guerrilha para a batalha convencional. Eles também mudaram sua sede para Xian nessa época.  Lá, eles começaram a realizar operações secretas, recrutar jovens e publicar boletins informativos em chinês e coreano. Em 1º de janeiro de 1941, eles criaram cinco divisões, com mais de 100 pessoas somente na quinta divisão. 

### Dificuldade em obter apoio do Kuomintang e dos EUA
O KLA teve uma relação tensa com o Kuomintang durante grande parte da sua história, devido a divergências sobre autoridade e financiamento. O Kuomintang adiou durante meses o reconhecimento formal do KLA e o fornecimento de apoio por ainda mais tempo. O ELK crescia rapidamente, à medida que centenas de coreanos de toda a China afluíam para se juntar, mas os soldados permaneciam ociosos e com poucos recursos. Em Fevereiro de 1941, o Kuomintang ordenou mesmo às suas forças armadas que bloqueassem ou restringissem as actividades do ELK. No entanto, começaram a diminuir por volta de março e, em 28 de maio de 1941, reconheceram formalmente o KLA. O Regulamento relativo às atividades do Exército de Libertação da Coreia, imposto pelo Kuomintang ao KPG em 1941, colocou o KLA sob a autoridade suprema do comandante-chefe do Exército Chinês.  Mas a ajuda ainda demorou a chegar.  Uma razão para este atraso foi a interferência de Kim Won-bong, já que ele naturalmente via o KLA como uma competição, especialmente porque o Exército de Voluntários estava subordinado ao Kuomintang e o KLA estava mais alinhado politicamente com o Kuomintang. Outra razão foi a preocupação com a resistência internacional, especialmente por parte dos Estados Unidos e da União Soviética, ao aprovar o KLA. 
O governo dos EUA hesitou em aprovar não apenas o KLA, mas também o KPG. Kim enviou várias cartas ao presidente Franklin D. Roosevelt pedindo o estabelecimento de laços formais entre o KPG e os EUA, incluindo uma enviada através do filho do presidente Roosevelt, James Roosevelt, que visitou Chongqing em julho. Mas tudo isso foi ignorado.   Especialmente após o ataque a Pearl Harbor em dezembro de 1941, muitos no governo dos EUA estavam realmente abertos a apoiar a independência coreana, mas foram cautelosos por causa de como isso poderia impactar a Guerra do Pacífico, como poderia causar outros movimentos de independência para exigem o apoio dos EUA e por causa da divisão política interna entre os coreanos.  Além disso, por volta de dezembro de 1941, o KPG declarou guerra ao Japão. 
Em 10 de Abril de 1942, o Kuomintang informou os EUA que desejava reconhecer apenas o KPG e perguntou se os EUA também o fariam. No entanto, os EUA rejeitaram este pedido no início de maio. Como resultado, o Kuomintang também abandonou isto. 

### Fusão com o Exército Voluntário Coreano
No início de 1942, Kim tomou conhecimento de que o Kuomintang estava negociando em particular com o rival de esquerda de Kim, Kim Won-bong, para absorver as duas dúzias de oficiais do Exército Voluntário Coreano (hangul: 조선의용대; hanja: 朝鮮義勇隊)  em Chongqing para o KLA. Kim Won-bong cedeu a isso, com a condição de se tornar o Vice-Comandante (hangul: 부사령), posição que ainda não existia no KLA. 
Em 13 de maio, o KPG cedeu e aprovou a fusão.  Assim, o Exército Voluntário Coreano foi absorvido pelo KLA. Esta decisão desagradou ambos os lados. Kim protestou ao Kuomintang em várias cartas, insistindo que evitassem interferir diretamente nos assuntos do KLA. Kim Won-bong teria chorado e bebido a noite toda no dia 15 de maio e adiou a posse do cargo até 5 de dezembro.    O relacionamento de Kim Won-bong com o KPG continuaria tenso, mesmo quando ele foi eleito chefe das Forças Armadas em 11 de abril de 1944. Esta posição foi notavelmente enfraquecida e ele continuaria a ser excluído de outras formas.
Num esforço para obter maior controlo sobre o ELK, o Kuomintang começou rapidamente a reduzir o financiamento e a colocar numerosos oficiais chineses em cargos vagos na administração do ELK. Isso efetivamente tornou impossível qualquer atividade militar significativa. 
O KLA enviou tropas para lutar ao lado do Exército Indiano Britânico no Teatro do Sudeste Asiático da Segunda Guerra Mundial, a pedido do Exército Britânico. Em 29 de agosto de 1943, nove membros do KLA foram enviados para Calcutá. O Comandante Supremo Aliado do Comando do Sudeste Asiático, Louis Mountbatten, solicitou mais tropas, então o Kuomintang relutantemente providenciou a partida de mais 16 funcionários do KLA, mas isso foi adiado.  Os soldados foram posicionados nos arredores da Birmânia e da Índia (especialmente na Batalha de Infal durante a Campanha da Birmânia ).

### Projeto Eagle
Finalmente, em 1 de maio de 1945, após alguns meses de negociações, o KPG ganhou controle total sobre o KLA sob um acordo com o Kuomintang intitulado Medidas para Ajudar o Exército de Libertação da Coreia (hangul: 원조한국광복군판법; hanja: 援助韓國光復軍辦法). O acordo também especificava que o Kuomintang financiaria as operações do KLA através de empréstimos de fundos.   Isto efetivamente permitiu ao KLA colaborar mais livremente com outros países Aliados.
A partir do final de 1944, os funcionários do KLA começaram a discutir a cooperação com agentes do Gabinete de Serviços Estratégicos (OSS) dos EUA. Embora prevalecesse o sentimento de que os Aliados venceriam a guerra, eles esperavam que a guerra com o Japão durasse pelo menos mais um ano e possivelmente envolvesse uma invasão da Coreia e do Japão continental. Assim, o KLA procurou oferecer os seus serviços ao OSS em troca de um melhor estatuto do KPG após a guerra.  
Em setembro de 1944, Lee Beom-seok, então Chefe do Estado-Maior do KLA, reuniu-se com p Coronel Joseph Dickey do Serviço de Inteligência Militar dos EUA em Chongqing.  Lee então se encontrou com o agente do OSS Capitão Clyde Bailey Sargent, que era fluente em chinês e ex-professor da Universidade de Chengdu. Sargent então sugeriu ao chefe do OSS, General William J. Donovan, que o OSS colaborasse com o KLA. Um acordo para colaborar foi alcançado em outubro de 1944. 
Em 24 de fevereiro, o OSS concluiu um plano denominado Projeto Eagle (hangul: ; hanja: 독수리작전) que foi aprovado pelo quartel-general militar dos EUA em 13 de março.  

### Fim da Segunda Guerra Mundial
Em 1945, o KLA trabalhava em cooperação com o Gabinete de Serviços Estratégicos (OSS) dos EUA para treinar homens para operações militares especializadas na Coreia. As unidades líderes deveriam partir em 20 de agosto, com o General Lee no comando.
O objetivo do KLA foi alcançado com a rendição japonesa no final da guerra. Isto foi motivado por uma combinação de forças Aliadas esmagadoras, pela Guerra Soviético-Japonesa que removeu os soviéticos como o último mediador possível para uma paz negociada e adicionou um novo inimigo potente, e pela devastação dos bombardeamentos atómicos de Hiroshima e Nagasaki. A declaração da intenção de rendição do Japão em 15 de Agosto lançou a Península Coreana no caos e a União Soviética continuou os seus ataques. O Exército Vermelho rapidamente subjugou as forças japonesas e ganhou o norte da Península Coreana, mas os EUA desembarcaram no Sul e aceitaram a rendição formal das forças japonesas no sul, marcando a divisão da Península Coreana em esferas de influência de facto entre os Americanos e os soviéticos. A independência coreana foi reafirmada no Tratado de São Francisco. Com o fim do domínio colonial japonês sobre a Coreia, o KLA se desfez em junho de 1946. 

## Pós-guerra
Os membros do KLA retornaram à Coreia no final de 1945 e 1946. Muitos dos seus membros, incluindo os generais Ji e Lee, tornaram-se parte do governo sul-coreano, e o general Kim contribuiu para o regime norte-coreano de Kim Il Sung, que alegou ter sido um comandante do KLA.
Há anos que existe um movimento na Coreia do Sul para mudar o Dia Nacional das Forças Armadas de 1 de outubro para 17 de setembro, em homenagem à fundação do Exército de Libertação da Coreia em 1941.
| Ramo                           | General   | Oficiais Superiores | Oficiais Juniores | Subtenente | Sargentos Seniores | Suboficiais Juniores | Alistados    |
| ------------------------------ | --------- | ------------------- | ----------------- | ---------- | ------------------ | -------------------- | ------------ |
| Exército de Libertação Coreano | Jeongjang | Jeonglyeong         | Jeongwi           | Junwi      | Teugmusangsa       | Sangdeungbyeong      | Ideungbyeong |
| Exército de Libertação Coreano | Jeongjang | Jeonglyeong         | Jeongwi           | Junwi      | Sangsa             | Sangdeungbyeong      | Ideungbyeong |
| Exército de Libertação Coreano | Bujang    | Junglyeong          | Buwi              | Junwi      | Jungsa             | Ildeungbyeong        | Ideungbyeong |
| Exército de Libertação Coreano | Chamjang  | Chamlyeong          | Busa              | Junwi      | Hasa               | Ildeungbyeong        | Ideungbyeong |

## Galeria

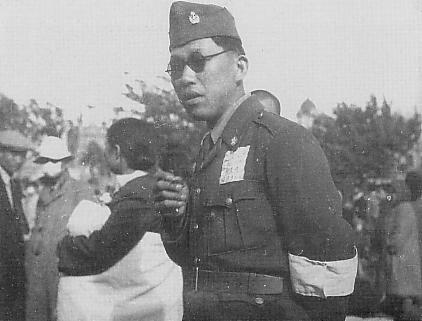
Soldado do KLA
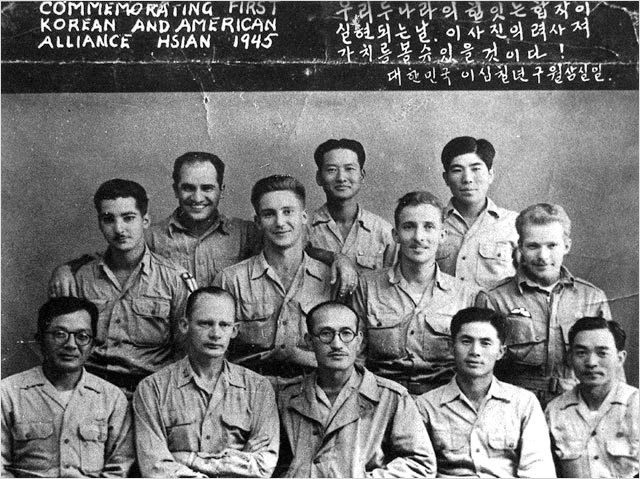
Lee Beom-seok com o Exército de Libertação da Coreia e agentes do OSS.

#### Livros
- Kim, Byeong-gi (2019), 대한민국 임시정부사 [History of the Provisional Government of the Republic of Korea], ISBN 9788961473361 (em coreano), 이학사 (publicado em 11 Mar 2019), consultado em 3 Abr 2023
- Jo, Dong-geol (6 Fev 1995), 독립군의 길따라 대륙을 가다 [Following the Path of the Independence Army to the Continent], 지식산업사, consultado em 4 Abr 2023

#### Artigos de jornais e revistas
- Streifer, Bill (2012), «The OSS in Korea: Operation Eagle», National Military Intelligence Foundation, American Intelligence Journal, 30 (1): 33–38, JSTOR 26201981, consultado em 3 Abr 2023
- «김약산쟝군의 취임과 션서» [General Kim Yak-san Inaugurated and Sworn In], Sinhan Minbo (em coreano), pp. 33–38, 10 Dez 1942, consultado em 4 Abr 2023
- «김약산 장군의 연설» [General Kim Yak-san's Speech], Sinhan Minbo (em coreano), 10 Dez 1942, consultado em 4 Abr 2023

#### Online
- «한국광복군» [Korean Liberation Army], Naver Encyclopedia of Knowledge (em coreano), consultado em 3 Abr 2023
- Son, Sae-il (25 Ago 2006), «孫世一의 비교 評傳 (54) 한국 민족주의의 두 類型 - 李承晩과 金九» [Son Sae-il's Comparative Critical Biography (54) Korean Democracy's Two Paradigms - Syngman Rhee and Kim Gu] (publicado em Set 2006), Monthly Chosun (em coreano), consultado em 3 Abr 2023
- Son, Sae-il (29 Out 2006), «孫世一의 비교 評傳 (56) 한국 민족주의의 두 類型 - 李承晩과 金九» [Son Sae-il's Comparative Critical Biography (56) Korean Democracy's Two Paradigms - Syngman Rhee and Kim Gu] (publicado em Nov 2006), Monthly Chosun (em coreano), consultado em 3 Abr 2023
- Son, Sae-il (4 Dez 2006), «孫世一의 비교 評傳 (57) 한국 민족주의의 두 類型 - 李承晩과 金九» [Son Sae-il's Comparative Critical Biography (57) Korean Democracy's Two Paradigms - Syngman Rhee and Kim Gu] (publicado em Dez 2006), Monthly Chosun (em coreano), consultado em 3 Abr 2023
- Son, Sae-il (2 Fev 2007), «孫世一의 비교 評傳 (59) 한국 민족주의의 두 類型 - 李承晩과 金九» [Son Sae-il's Comparative Critical Biography (59) Korean Democracy's Two Paradigms - Syngman Rhee and Kim Gu] (publicado em Fev 2007), Monthly Chosun (em coreano), consultado em 3 Abr 2023
- Son, Sae-il (8 Abr 2007), «孫世一의 비교 評傳 (61) 한국 민족주의의 두 類型 - 李承晩과 金九» [Son Sae-il's Comparative Critical Biography (61) Korean Democracy's Two Paradigms - Syngman Rhee and Kim Gu] (publicado em Abr 2007), Monthly Chosun (em coreano), consultado em 3 Abr 2023
- Son, Sae-il (Maio 2007), «孫世一의 비교 評傳 (62) 한국 민족주의의 두 類型 - 李承晩과 金九» [Son Sae-il's Comparative Critical Biography (62) Korean Democracy's Two Paradigms - Syngman Rhee and Kim Gu], Monthly Chosun (em coreano), consultado em 3 Abr 2023
- Son, Sae-il (2 Jul 2007), «孫世一의 비교 評傳 (64) 한국 민족주의의 두 類型 - 李承晩과 金九» [Son Sae-il's Comparative Critical Biography (64) Korean Democracy's Two Paradigms - Syngman Rhee and Kim Gu] (publicado em Jul 2007), Monthly Chosun (em coreano), consultado em 3 Abr 2023
- Son, Sae-il (2 Ago 2007), «孫世一의 비교 評傳 (65) 한국 민족주의의 두 類型 - 李承晩과 金九» [Son Sae-il's Comparative Critical Biography (65) Korean Democracy's Two Paradigms - Syngman Rhee and Kim Gu] (publicado em Ago 2007), Monthly Chosun (em coreano), consultado em 3 Abr 2023
- Son, Sae-il (5 Dez 2007), «孫世一의 비교 評傳 (69) 한국 민족주의의 두 類型 - 李承晩과 金九» [Son Sae-il's Comparative Critical Biography (69) Korean Democracy's Two Paradigms - Syngman Rhee and Kim Gu] (publicado em Dez 2007), Monthly Chosun (em coreano), consultado em 3 Abr 2023
- Son, Sae-il (7 de janeiro de 2008), «孫世一의 비교 傳記 (70)» [Son Sae-il's Comparative Critical Biography (70)], Monthly Chosun (em coreano), consultado em 1 de maio de 2023, cópia arquivada em 29 Mar 2023
- «연보» [Timeline], The Association of Commemorative Services for Patriot Kim Koo (em coreano), consultado em 4 Abr 2023
- «한국광복군 (韓國光復軍)» [Korean Liberation Army], Encyclopedia of Korean Culture (em coreano), consultado em 4 Abr 2023

1. ↑  Exército diferente do exército facção Yan'an que eventualmente foi liderado por Kim Il Sung
2. ↑  Dickey foi um dos planejadores da Missão Dixie, que investigou se os EUA deveriam cooperar com o Partido Comunista Chinês. Dickey supostamente se interessou pelo pedido de Lee e sugeriu que ele visitasse Washington. Kim começou a organizar a viagem de Lee aos EUA, mas a viagem nunca aconteceu.